# Lanvin (Unternehmen)

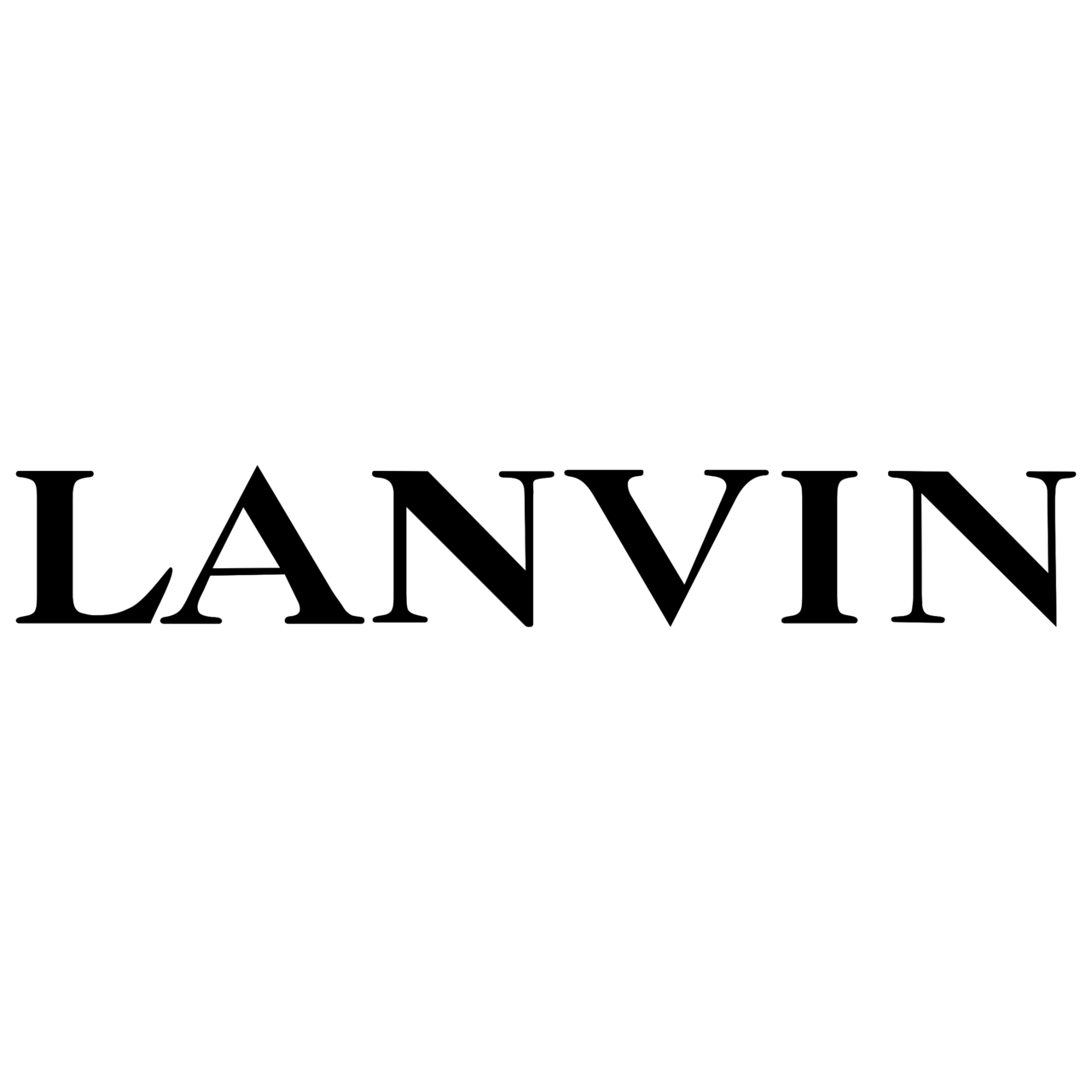
Das Logo des Unternehmens Lanvin

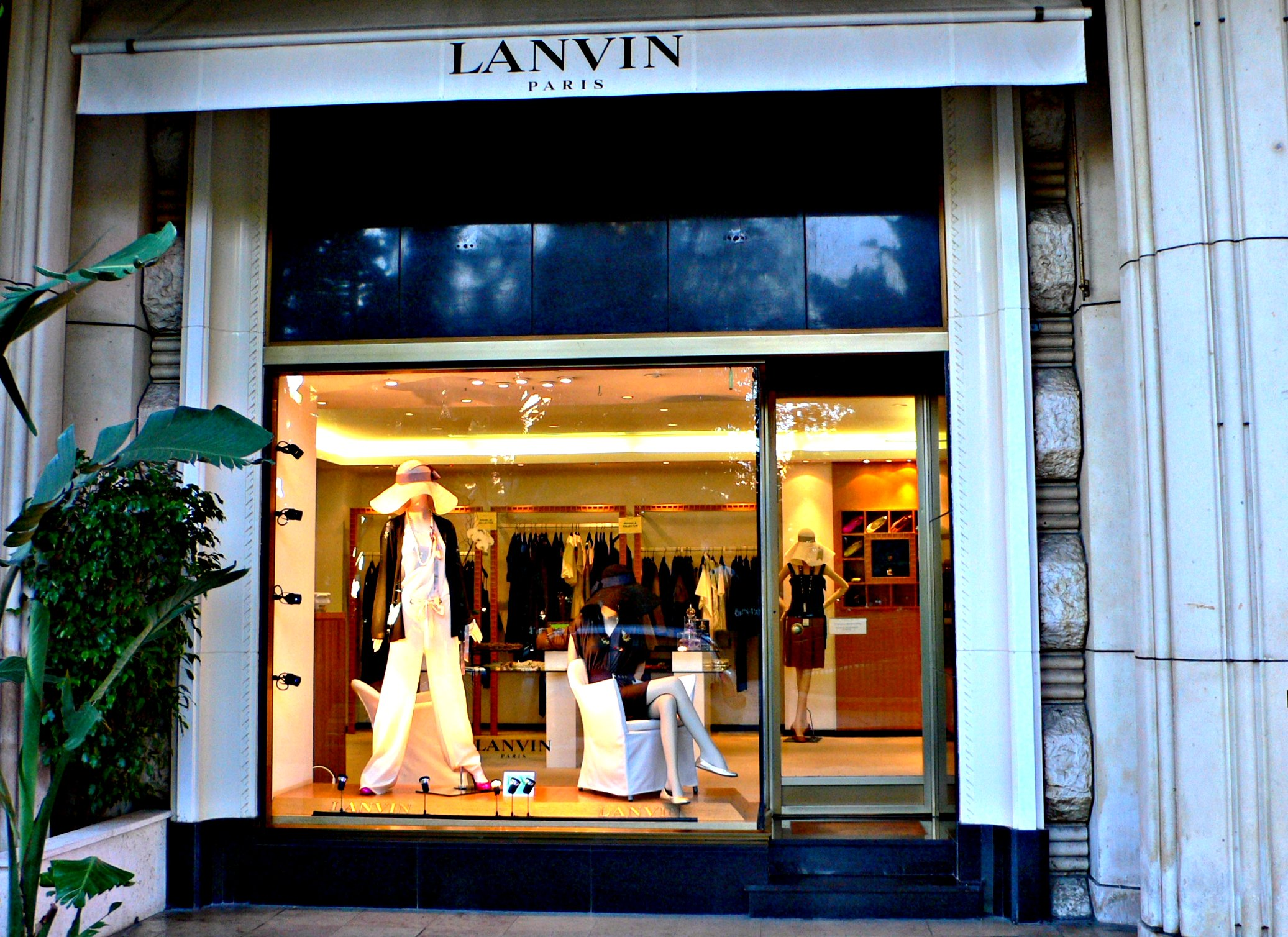
Lanvin-Boutique in Monte Carlo (2008)

Lanvin bzw. die Jeanne Lanvin S.A. ist ein 1889 von der Modeschöpferin Jeanne Lanvin in Paris gegründetes französisches Modeunternehmen. Es ist das älteste ununterbrochen und bis heute existierende französische Couture-Modehaus. Im Jahr 2019 feierte Lanvin sein 130-jähriges Bestehen.
Unter der Marke Lanvin werden über ein eigenes Netzwerk von Boutiquen und den gehobenen Einzelhandel weltweit hochpreisige Prêt-à-porter-Mode, Accessoires und Parfüm, jeweils für Damen und Herren, sowie Kinderbekleidung verkauft. Zwischen 1909 und 1993 gab es von Lanvin für Damen auch Haute Couture Mode im obersten Preissegment. Ab 2001 gehörte die Jeanne Lanvin S.A. mehrheitlich einer taiwanischen Medienunternehmerin. 2018 übernahm der chinesische Fosun-Konzern die Anteilsmehrheit. Von Mitte der 2000er bis Mitte der 2010er Jahre galt Lanvin mit dem damaligen Kreativdirektor Alber Elbaz international als eine der tonangebenden Modemarken, sowohl in der gehobenen Damen- als auch der Herrenmode.

## Unternehmensgeschichte

### Madame Lanvin

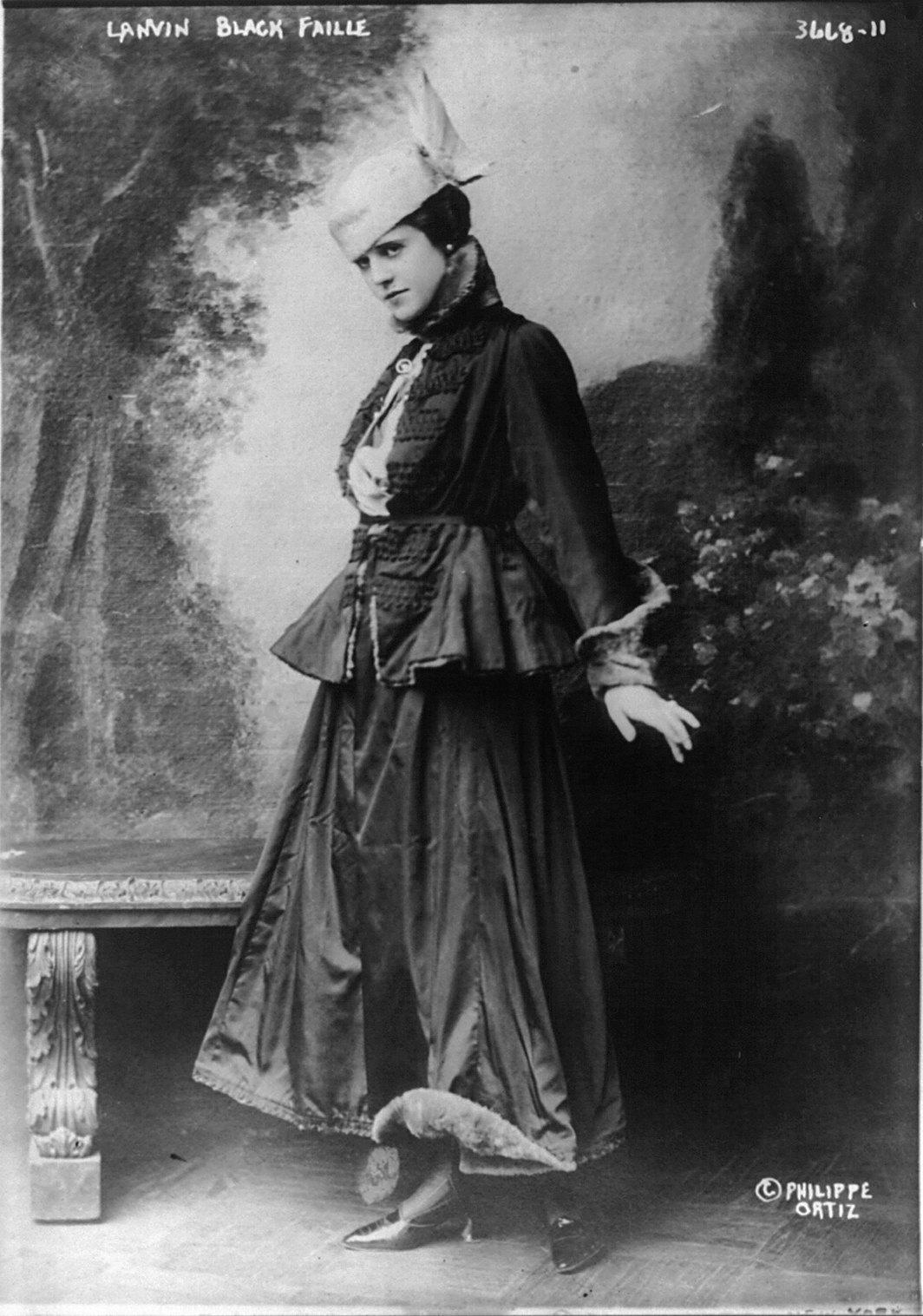
Lanvin-Modell (1915)

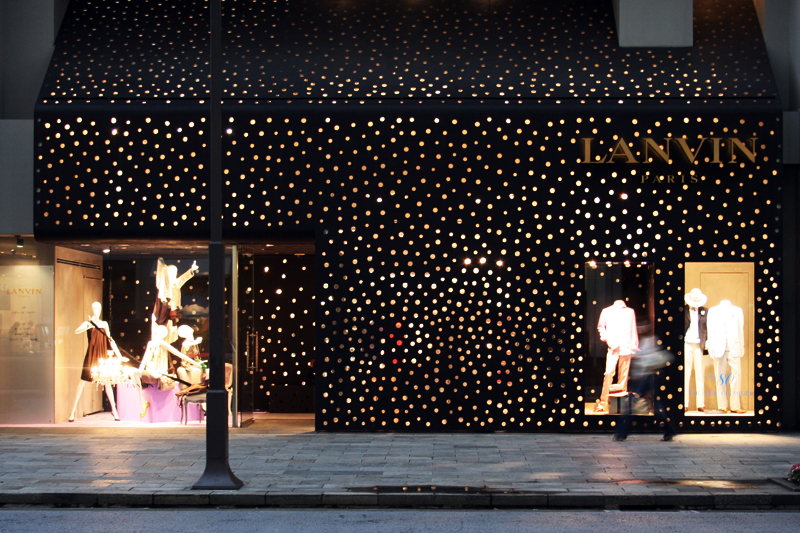
Lanvin-Boutique in Ginza, Tokio (2006)

Die gelernte Modistin Jeanne Lanvin (Jeanne-Marie Lanvin, 1867–1946) eröffnete 1889 ein eigenes Hutgeschäft in der eleganten Pariser Modemeile Rue du Faubourg Saint-Honoré Nr. 22, wo sich der Flagshipstore von Lanvin bis heute befindet. Die erfolgreiche Geschäftsfrau und Autodidaktin zeichnete ihre Entwürfe nicht selbst. Als Modepionierin und Modeschöpferin baute sie ein Unternehmen mit bis zu 1.200 Angestellten, zahlreichen Boutiquen und weltweit mehreren Zweigstellen auf. 1901 schuf Lanvin im Bereich der gehobenen Herrenmode für den Theaterschriftsteller Edmond Rostand dessen reich bestickte Gala-Uniform für die Académie française. Im Laufe ihrer Karriere sollten Académie-Roben für Paul Valéry, Georges Duhamel und André Maurois folgen. Zu den Hüten der Anfangszeit gesellten sich ab 1903 zunächst verspielte Mädchenkleider, ab 1908 eine eigene Abteilung für exklusive Kinderbekleidung und mit stetig steigender Nachfrage ab 1909, nachdem das Haus Mitglied der Schneiderinnung Chambre syndicale de la couture parisienne geworden war, auch hochpreisige Mode für Damen.
Ihr Atelier im Pariser Mode-Viertel musste sie ständig erweitern. Sie arbeitete viel mit Stoffen und tauschte ihre Ideen mit ihren Direktricen aus, die im Anschluss die Skizzen anfertigten, die Schnitte erarbeiteten, die Produktion überwachten und den Kontakt zu den Kundinnen pflegten. Lanvin blieb stets rätselhaft und zog es vor, sich aus dem öffentlichen Leben zurückzuhalten und den direkten Kontakt zum Kunden während der Anproben einzuschränken. Die Schneiderin hielt sich von Extravaganz fern und war nur selten auf einem Ball oder bei einem Pferderennen in Longchamp anzutreffen. Jedoch beobachtete sie die eleganten Pariserinnen, um ihre zukünftigen Wünsche in Sachen Mode zu erahnen.
Die jugendlich-damenhaften Entwürfe, in fröhlichen Farben und aus edlen Stoffen, oftmals kombiniert mit raffinierten Stickereien sowie die weiterhin angebotene, exklusive Mädchenkleidung fanden in der besseren Pariser Gesellschaft großen Anklang. Während ab den 1910er Jahren andere bedeutende französische Couturiers, wie Jean Patou oder Coco Chanel, eine klare und minimalistisch-elegante, bisweilen maskuline Mode für Damen propagierten, bot das Haus Lanvin seinen Kundinnen weiterhin romantisch-verspielte Modelle mit langen Kleidern (robe de style) und wallenden Röcken an, die beispielsweise mit Satin-Bändern, Rüschen, Taft- oder Tüll-Ornamenten oder Blumenmustern (bevorzugt Margeriten, weil Marguerite der Vorname von Jeanne Lanvins Tochter war), verziert waren.
1911 wurde erstmals Brautmode von Lanvin vorgestellt. 1913 richtete Lanvin ein Pelz-Studio ein. Im Bereich Heimtextilien und Wohnungseinrichtungen kam ab 1920 in Zusammenarbeit mit dem französischen Inneneinrichter Armand-Albert Rateau (1882–1938) die Sparte Lanvin Décoration hinzu. Hierzu wurde auf der gegenüberliegenden Seite der Rue du Faubourg Saint-Honoré in der Nummer 15 ein eigenes Geschäft eröffnet, das heute als Lanvin-Boutique für die Herrenmode dient.
1923 wurde eine eigene Färberei in Nanterre eröffnet, um die Stoffe selbst färben zu können. Noch heute typisch für das Unternehmen ist das sogenannte „Lanvin-Blau“ (fliederfarbenes Blau) sowie das „Polignac-Rosa“ (Jeanne Lanvins Tochter hatte 1925 den Grafen Jean de Polignac geheiratet). 1923 wurde die Zweitlinie Lanvin Sport mit exklusiver Freizeit-Kleidung ins Leben gerufen. 1924 präsentierte die neu gegründete Lanvin Parfums den Damenduft Mon Pèche / My Sin (1988 eingestellt) und sollte über die folgenden Jahre zahlreiche Düfte, auch für Herren, unter dem Namen Lanvin auf den Markt bringen. 1925 arbeiteten 800 Angestellte für Lanvin. 1926 wurde mit Lanvin Tailleur-Chemisier die Herrenkollektion lanciert und Lanvins Neffe Maurice Lanvin übernahm die Leitung des Geschäfts in der Nummer 15. Die Expansion schritt so rasch voran, dass Abteilungen für Parfüms, für Herren- und für sportliche Damenbekleidung eingerichtet werden konnten. Das 1927, zwei Jahre nach dem Chanel-Bestseller Nº 5, lancierte Damen-Parfüm 'Arpège' (in Anlehnung an das Klavierspiel von Jeanne Lanvins Tochter) ist ein Klassiker in der Parfümwelt und bis heute erhältlich. Zu den Kunden, und auch Freunden, von Jeanne Lanvin zählte unter anderem Marlene Dietrich.

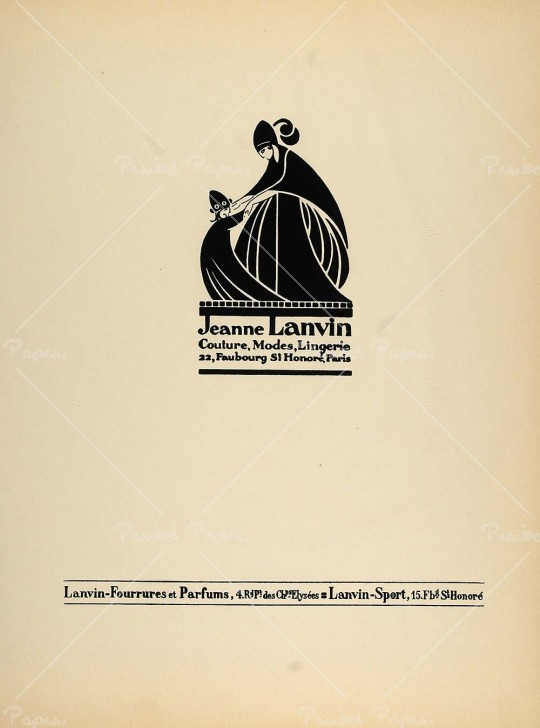
Lanvin-Logo von Paul Iribe (ca. 1927)

Das erweiterte Logo von Lanvin symbolisiert bis heute die große Liebe Jeanne Lanvins für ihre Tochter und zeigt eine stilisierte Mutter in wallendem Gewand, die ihrer kleinen Tochter die Hände reicht. Das Logo beruht auf einer Fotografie von 1907, die Jeanne Lanvin mit ihrer Tochter auf einem Kostümball zeigt. Dieses Jugendstil-Bild wurde 1927 als Flakon-Bemalung für den Arpège-Duft von dem französischen Jugendstil-Illustrator Paul Iribe (1883–1935) entworfen und später von Armand Albert Rateau für den Flakon des Duftes Arpége leicht modifiziert.

### Nach 1946
Nach Jeanne Lanvins Tod im Jahre 1946 kreierten im Laufe der Jahre zahlreiche Designer für das Haus Lanvin Mode, unter anderem ihre Tochter Marie-Blanche (von 1946 bis 1950), welcher das Unternehmen auch bis zu ihrem Tode 1958 gehörte, sowie der Avantgarde-Designer Claude Montana (von 1990 bis 1992), siehe unten. Mit Maryll Lanvin entwarf bis 1989 ein Familienmitglied die Kollektionen. Giorgio Armani hatte ein Design-Angebot von Lanvin 1989 abgelehnt, um sich auf seine eigene Modemarke zu konzentrieren.
Auch die Eigentümer des Hauses Lanvin wechselten mehrmals über die Zeit. Bis in die späten 1980er Jahre blieb das Unternehmen im erweiterten Familienbesitz. Da Marie-Blanche keine Kinder hatte, ging das Unternehmen 1958 an ihren Cousin Yves Lanvin (1901–1990) und dessen Frau Lucie, welche für die Mode-Sparte verantwortlich zeichnete. 1972 wurde die Konfektions-Herrenmode bei Lanvin ins Leben gerufen, die in die Linien Traditionnel, Studio und Sport unterteilt wurde. Ab 1980 führte Yves’ Sohn Bernard Lanvin (* 1935) – Groß-Neffe von Jeanne Lanvin – mit seiner Frau Maryll (geb. Orsini) die Firma. Anfang 1989 verkaufte Bernard 34 % des in Finanznöte geratenen Unternehmens an die Londoner Midland Bank. Mitte des gleichen Jahres erhöhte die Bank ihren Anteil auf 40 % und bewegte Maryll Lanvin dazu, ihren Posten als Designerin zu räumen. Ihre Entwürfe waren als „hübsch aber unauffällig“ bezeichnet worden. Ihr Nachfolger wurde, allerdings wenig erfolgreich, Claude Montana. Ab Ende 1989 hielt die Midland Bank 95 % der Anteile an Lanvin.
1990 übernahm die Orcofi S.A., ein von der Louis Vuitton Familie kontrollierter Konzern, für 500 Mio. Francs (ca. 80 Mio. Euro) alle Anteile der Midland Bank (95 %) an dem hochverschuldeten Unternehmen Lanvin. Der Deal kam durch eine Vereinbarung von Orcofi mit dem Kosmetikhersteller L’Oréal zustande, der die Übernahme von Lanvin mitfinanzierte. 1988 war bei Lanvin ein Verlust in Höhe von 100 Mio. Francs gemeldet worden. 1992 betrug der Jahresverlust 70 Mio. Francs, 1993 waren es 135 Mio. Francs. Bis 1996 kaufte L’Oréal etappenweise die Anteile von Orcofi komplett ab. 1993 gab Lanvin die Haute Couture Sparte des Hauses auf. Das Haus Lanvin bestand in Folge zum Großteil aus dem Parfümgeschäft und Lizenzen, die mäßig erfolgreiche Prêt-à-porter Sparte – damals im Herrenbereich hauptsächlich für Krawatten und Oberhemden im Duty Free Verkauf bekannt – wurde von L’Oréal mit den Marken Lanvin Classique und Lanvin Studio erst Ende der 1990er allmählich wiederbelebt. 1999 wurde in der Münchner Maximilianstraße eine Lanvin-Boutique für Herren eröffnet (Anfang 2000er geschlossen).

### Neubeginn ab 2001

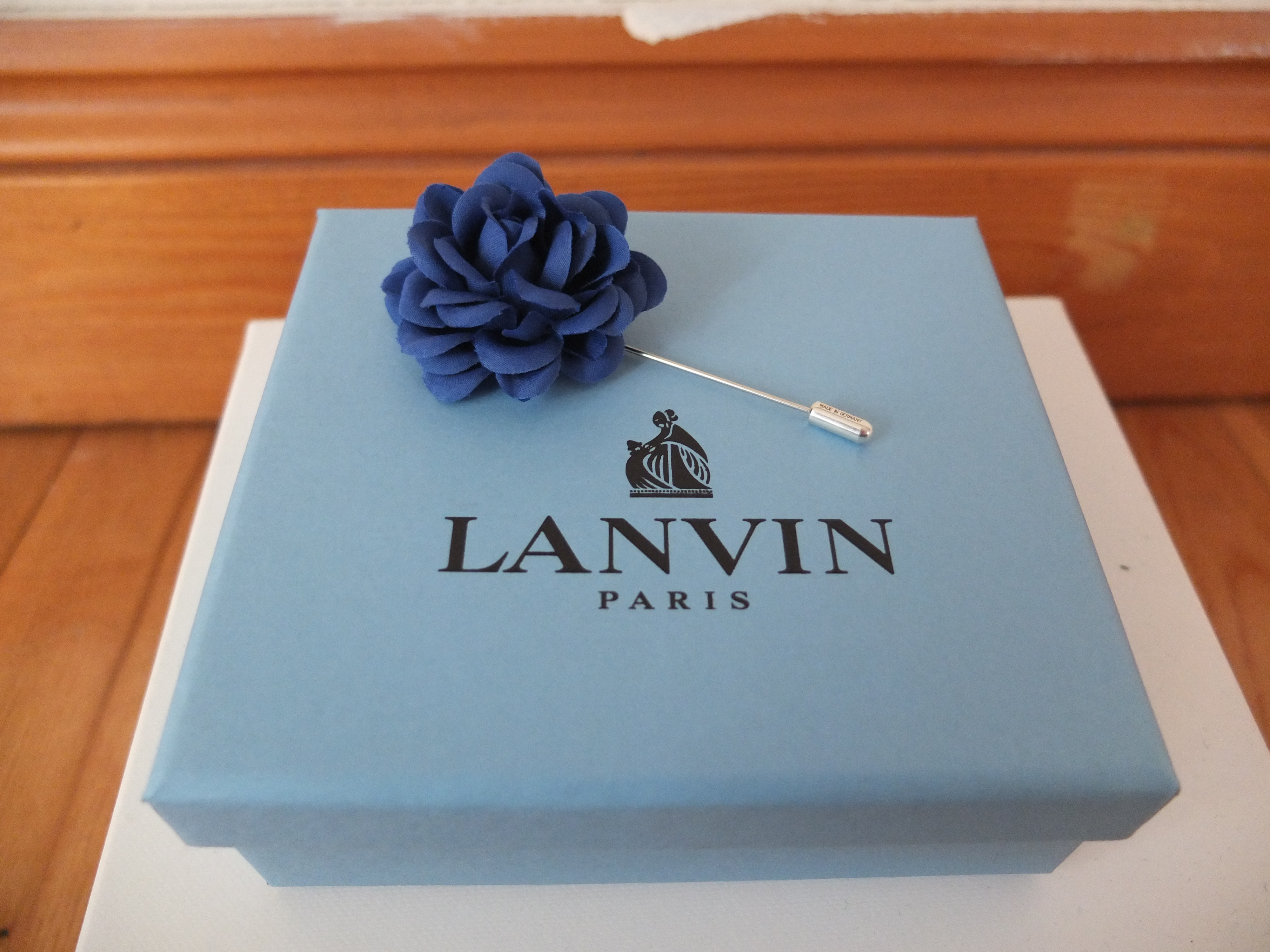
Typische Verpackung in Lanvin-blau ab Mitte der 2000er Jahre (2012)

Ab 2001 gehörte Lanvin einer Investorengruppe um die Harmonie S.A. der taiwanischen Medienunternehmerin Shaw-Lan Wang, nachdem sich L’Oréal auf die eigenen Kernkompetenzen konzentrieren wollte. Wang zahlte in der Folge die übrigen Anteilseigner aus und übernahm das jahrelang ein wenig verstaubte Mode-Label 2003 komplett.
Mit dem Wiederbeleben französischer Mode-Häuser ab Ende der 1990er Jahre (unter anderem Balenciaga, Balmain oder Vionnet), ist Lanvin seit 2003 wieder eine der einflussreichsten Marken auf dem heutigen gehobenen Modemarkt, spätestens seit 2006 auch im Bereich Herrenbekleidung. 2001 wurde der Israeli Alber Elbaz, ein ehemaliger Damenmode-Designer für Guy Laroche (von 1996 bis 1998) und Yves Saint Laurent (von 1998 bis 2000), als künstlerischer Direktor und Designer der Damenkollektion des Hauses Lanvin von Wang eingestellt. Bereits seine erste Kollektion für die Saison 2002/2003 wurde von der Fachpresse hoch gelobt, von den Einkäufern gefeiert und von den Kunden begeistert angenommen. Besonders mit elegant-raffinierten, femininen Kleidern, insbesondere Cocktailkleidern, in einer breiten Farbpalette machte er sich bei Lanvin einen Namen. Bis Mitte der 2000er hatten sich die Lanvin-Umsätze folglich unter Elbaz vervierfacht. Allein von 2005 auf 2007 stieg der Umsatz um 60 %. 2005 erhielt Elbaz vom Council of Fashion Designers of America den International Award für seine Arbeit bei Lanvin. Die Herrenkollektion wurde ab 2006, unter Elbaz’ Regie als Kreativdirektor, von dem Niederländer Lucas Ossendrijver entworfen, der zuvor für Kenzo, Kostas Murkudis und Dior Homme gearbeitet hatte. 2011 wurde die Kinderkollektion Lanvin Petite vorgestellt.
2006 wurde das Verpackungsmaterial der Lanvin-Boutiquen (Einkaufstüten, Kartonagen, Kleidersäcke etc.) unter Elbaz' Regie im typischen Lanvin-blau neu entworfen. 2007 wurde die Parfüm-Sparte des Hauses an die französische Inter Parfums verkauft. Es dauerte bis 2007, bevor mit der Marke Lanvin nach verlustreichen Jahren – beispielsweise auch aufgrund fehlgeschlagener Parfüm-Lancierungen – wieder Gewinne erzielt wurden.
2009 feierte das Haus Lanvin sein 120-jähriges Bestehen. Im gleichen Jahr beteiligte sich der deutsche Geschäftsmann Ralph Bartel, Gründer und ehemaliger Eigner von Travelzoo (1998–2008), mit 12,5 % der Anteile an Lanvin, die er im Jahr 2012 auf 25 % aufstockte. Die übrigen 75 % sind im Besitz von Shaw-Lan Wang. Allerdings wird spekuliert, dass auch Elbaz 10 % der Anteile an Lanvin hält. Im November 2010 wurde eine einmalige Kooperation mit der Modekette H&M in Form einer niedrigpreisigen Damen-, Herren- und Accessoires-Kollektion präsentiert. Die bereits zu Anfang von Jeanne Lanvins Karriere eröffneten Flagshipstores befinden sich bis heute in der 22, Rue du Faubourg Saint-Honoré (Damen-Boutique) und gegenüber in der Nr. 15 (Herren-Boutique). 2012 gab es in Paris, Saint-Tropez, London, Athen, Genf, Monte Carlo, Italien, Marbella, Warschau und Ankara sowie in Marokko, in Russland, in Asien, im Nahen Osten und in den USA insgesamt 32, zum Teil durch Partner betriebene Lanvin-Boutiquen, aber keine in Deutschland oder Österreich. Über den Einzelhandel wurden 2012 weltweit ca. 400 Fachhändler von Lanvin beliefert.
2005 lag der Umsatz von Lanvin bei 67 Mio. Euro, 2007 bei 108,6 Mio. Euro. 2008 betrug der Umsatz 140,4 Mio. Euro bei einem operativen Gewinn von 6,7 Mio. Euro. 2009 wurden 128 Mio. Euro erzielt und 2010 wurde ein Umsatz von 164 Mio. Euro erreicht. Im Geschäftsjahr 2011 meldete Lanvin Umsatzzahlen in Höhe von 203 Mio. Euro. Die Jeanne Lanvin S.A. ist eine Tochtergesellschaft der Arpège S.A.S. 2006 setzte die Lanvin-Eignerin Wang den Belgier Paul Denève, ehemals Chef der Marke Nina Ricci, als Geschäftsführer von Lanvin ein. Auf Denève folgte 2009 Thierry Andretta, der zuvor für Céline, die Gucci Group und Moschino in leitender Funktion tätig gewesen war. Andretta wurde im Frühjahr 2013 durch seine Stellvertreterin, Michèle Huiban, ersetzt.
Der Umsatz von Lanvin stieg für das Geschäftsjahr 2011 mit 203 Millionen Euro im Vergleich zum Vorjahr um 24 %. 2012 wurde bei einem Umsatz von 236 Millionen Euro ein Gewinn von fast 14 Millionen Euro erzielt, was im Vier-Jahres-Vergleich nahezu eine Verdopplung des Jahresumsatzes (2009: 120 Millionen Euro) darstellte.
Ende 2013 gab Lanvin bekannt, dass das Unternehmen für mindestens die folgenden beiden Saisons bis 2015 als offizieller Ausstatter die Spieler, Trainer und Funktionäre von Arsenal London einkleiden werde. Unter der Regie von Lucas Ossendrijver wurden komplette Herrenoutfits von Lanvin für Arsenal entworfen.
Ende Oktober 2015 teilte Lanvin mit, dass Alber Elbaz das Haus nach 14 Jahren verlasse. Elbaz selbst begründete seinen Weggang mit „einer Entscheidung der Mehrheitsgesellschafterin“ Shaw-Lan Wang. Die Umsätze des Hauses hatten ab 2013 stagniert und 2014 um die 206 Millionen Euro betragen. Für das Jahr 2015 konnte bei einem Umsatz von 210 Millionen Euro ein Gewinn von 6,3 Millionen Euro erzielt werden. Im Folgejahr wurde bei einem auf 162 Millionen Euro gefallenen Umsatz ein Verlust von 18,3 Millionen Euro verzeichnet.

### Bouchra Jarrar, Olivier Lapidus, Bruno Sialelli, Peter Copping
Mitte März 2016 verkündete Lanvin, dass die marokkanisch-stämmige Designerin Bouchra Jarrar aus Paris die Verantwortung für die Lanvin-Damenkollektionen übernehmen werde.
Jarrar – zuvor Designerin für Jean Paul Gaultier, Balenciaga und Christian Lacroix – hatte ihre eigene Modemarke 2010 lanciert und damit ab 2013 auch Haute-Couture-Mode angeboten. Diese eigne Marke stellte sie für ihre neue Tätigkeit bei Lanvin ein. Jarrar propagierte wenig erfolgreich eine minimalistischere, strengere Linie als ihr Vorgänger Elbaz und verließ das Modehaus Lanvin Mitte 2017. Anfang Juli 2017 bestellte Lanvin den französischen Modeschöpfer Olivier Lapidus, Sohn von Ted Lapidus, zum neuen Damenmode-Designer und Lanvin-Kreativdirektor. Lapidus brachte kräftige Farben und von den 1980ern inspirierte Modelle auf den Laufsteg.
Ende Februar 2018 erwarb der chinesische Fosun-Konzern nach einem Bieterkampf mit Mayhoola aus Katar, Eigentümer von Valentino und Balmain, die Mehrheit der Lanvin-Anteile von den bisherigen Anteilseignern Wang und Bartels, welche Minderheitsaktionäre blieben. Teil der Vereinbarung war ein Investment von 100 Millionen Euro von Fosun. Ende März 2018 teilte Fosun mit, dass Olivier Lapidus das Haus verlassen und ein internes Kreativteam übergangsweise die Lanvin-Damenkollektion entwerfen werde. Im November 2018 verließ Lucas Ossendrijver das Haus Lanvin.
Mitte Januar 2019 ernannte Lanvin den Franzosen Bruno Sialelli, zu dessen vorigen Arbeitgebern Loewe, Paco Rabanne, Acne Studios und Balenciaga gehören, zum neuen Kreativdirektor der Damen- und Herrenkollektionen. Dessen erste Lanvin-Kollektion, die zahlreiche unterschiedliche Stile enthielt, wurde Ende Februar 2019 präsentiert. Im April 2023 trennte sich das Unternehmen im Zuge von Umstrukturierungen von Sialelli.
Ende Juli 2024 ernannte das Modehaus den in England geborenen Designer Peter Copping zum neuen Creativ-Direktor. Der Absolvent der Londoner Modeschule Central Saint Martins College of Art and Design wird als erfahrener Profi beschrieben, seine Ernennung sei eine „Rückkehr zur Werten wie Beständigkeit und technischem Know-How“. Nach seiner Laufbahn in den Modehäusern Oscar de la Renta und Nina Ricci hatte Copping zuletzt bei dem Pariser Label Balenciaga die Wiedereinführung der Haute Couture Kollektionen betreut.

## Lanvin in Japan

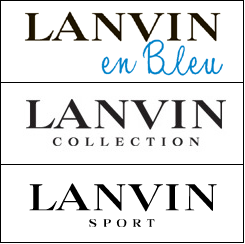
Dem japanischen Markt vorbehaltene Lanvin-Marken

Für den japanischen Markt halten seit Ende der 1990er Jahre japanische Firmen die Rechte am Namen Lanvin. Lanvin hatte die Rechte für den zweitgrößten Luxus-Markt der Welt als Lizenzen verkauft. Seit dem Lizenzerwerb – ursprünglich durch Kanebo Ltd. und ab 2002 durch Itochu, welche überdies mit einem 5 %-Anteil am Unternehmen Lanvin beteiligt sind – existiert in Japan neben der importierten Pariser Hauptkollektion für Damen und Herren noch die Brückenkollektion Lanvin Collection, ebenso für Damen und Herren. Außerdem wurde 2004 ebenso exklusiv für den japanischen Markt die von Itochu entwickelte jugendliche Zweitlinie Lanvin en Bleu zunächst für Herren (gefertigt von Joi'X Corporation), ab 2010 auch für Damen (gefertigt von Raika Co., Ltd.) ins Leben gerufen. Des Weiteren vertreibt der japanische Sportbekleidungshersteller Descente Ltd. in Japan die sportive Lanvin Sport Kollektion. 2007 betrug der durch die Lizenzpartner in Japan mit der Marke Lanvin erzielte Umsatz geschätzte $ 280 Mio., und damit mehr als das Unternehmen Lanvin im Rest der Welt (96 Mio. €) erwirtschaftete.

## Modedesigner im Hause Lanvin
- 1909 Jeanne Lanvin
- 1946 Marie-Blanche de Polignac (geborene Lanvin, Tochter von Jeanne Lanvin)
- 1950–1963 Antonio Canovas Del Castillo (Damenlinien)
- 1960 Bernard Devaux
- 1964 Jules-François Crahay (Haute Couture Kollektionen)
- 1972 Christian Benais (Beginn der Herrenkonfektion)
- 1976 Patrick Lavoix (Herrenkollektion)
- 1981 Maryll Lanvin (Ehefrau eines Groß-Neffen von Jeanne Lanvin, Prêt-à-Porter und Haute Couture 1985–1989)
- 1989 Robert Nelissen (Prêt-à-Porter Damen)
- 1990–1992 Eric Bergere (Prêt-à-Porter Damen)
- 1990 Claude Montana (Haute Couture Kollektionen, 1992 beendet)
- 1992 Dominique Morlotti (Damen- und Herrenkonfektion)
- 1996 Ocimar Versolato (Prêt-à-Porter Damen)
- 1997 Cristina Ortiz (Prêt-à-Porter Damen)
- 2001–2015 Alber Elbaz (Kreativdirektor, Damenkollektion)
- 2001 Christophe Blondin-Pechabrier (Herrenkollektion)
- 2003 Martin Krutzki (Herrenkollektion)
- 2006–2018 Lucas Ossendrijver (Herrenkollektion)
- 2016–2017 Bouchra Jarrar (Damenkollektion)
- 2017–2018 Olivier Lapidus
- 2019–2023 Bruno Sialelli (Kreativdirektor, Damen- und Herrenkollektion)